# スターレジェンド
スターレジェンドはスペースオペラをテーマとした日本製のテーブルトークRPG。銅大（あかがね・だい）／F.E.A.R.著、2004年にエンターブレインより発売。

## 概要
遠い未来の遙かな宇宙を舞台に冒険活劇を行うTRPG。
数万年前に起きた宇宙規模の大災害から回復した銀河文明であったが、今や人類の故郷はその名前すら忘れ去られていた。PCはその伝説の星『地球』を目指す選ばれた者『資格者（リテイナー）』という設定である。失われた故郷の星・地球を探すというテーマは、E・C・タブの『デュマレスト・サーガ』や、アイザック・アシモフの『ファウンデーションと地球』など、SFの一つの定番であり、最新サプリメント『スペースフリート　地球帝国の逆襲』においては、きわめてSFマインドに富んだ地球消失の真相が明らかにされる。
特殊能力（『特技』）のリソースとヒーローポイントを兼ねる『REV』（Return to Earth Value）ルール、シナリオのキーワードである碑文字（ログ）を絡めたロールプレイをすることによって経験点を得られるルールなどの総称、『地球碑文ルール』を搭載。
特技名・ワールド解説には大量のSFネタが無節操と思えるほど多彩に散りばめられており、SFマニアの嗜好を刺激するものがあると言えよう。

## システム

### キャラクターメイキング
キャラクターは、キャラクタークラスを3つ組み合わせることによって表現される。クラスを選択することで能力値と、キャラクターが使用できる特技（特殊能力）が決まる。

### 行為判定
行為判定は上方判定である。
20面ダイスを使用技能のレベル（1～4）個数だけ振り、その中で一番高い目を出目として採用し、判定修正値を加えたものを「達成値」と見なす。その達成値がゲームマスター(GM)が指定した難易度以上ならば判定は成功となる。他者と対決する判定の場合は、二人がそれぞれ行為判定をして、達成値が高い方を勝者とする。
振ったダイスが1個でもクリティカル値（通常20だが特技やアイテムで変化）以上の目であれば、その行為は必ず「成功」となる。このような成功を「クリティカル」と呼び、通常の成功よりも戦闘などでの効果が高い。

### 戦闘
戦闘においては攻撃側と防御側の対決で判定を行い、攻撃側が勝利すれば攻撃が命中して相手にダメージを与えられるとする。攻撃側と防御側のどちらかだけがクリティカルで成功したならばそちら側が自動的に勝利する。攻撃側と防御側の双方がクリティカルした場合、必ず防御側が成功したと見なされる。仮に攻撃側にクリティカル値以上の出目が出だダイスが2個以上あったとしても、防御側にクリティカル値以上の出目が出たダイスが1個でもあれば、防御側の成功となるので注意が必要である。また、攻撃側がクリティカルで成功した場合は、ダメージに使われるダイスが「クリティカル値以上の出目が出だダイスの個数」だけ増える。なお、ダメージロールのみ10面ダイスを使用するため、注意が必要である。
これらのルールによって、「無数に繰り広げられる銃撃や剣戟を次々と避けていく」「避けまくる相手の隙を狙って一撃が当たればそれが致命傷となる」という、スペースオペラにありがちなアクションを分かりやすく再現できている。その反面、自分も敵も攻撃を当てられずに戦闘が膠着状態に陥ることもある。

## キャラクタークラス
基本クラス
- アウトロウ（武侠）
- スリンガー（戦士）
- テクノロジスト（技術者）
- ネゴシエーター（交渉人）

サブクラス
- エクスプローラー（探検家）
- エスパー（超能力者）
- クリスタルシンガー（海賊狩り）
- コンポーザー（調停者）
- テラナー（地球人）
- ブーステッドマン（強化人間）
- ブレインチップ（人格素子）
- マーチャントプリンス（豪商）
- メトセラ（不死人）
- ワンダラー（鬼人）
- アップリフトアニマル（知性動物）
- エルダー（長命族）

## 製品一覧
- スターレジェンド（基本ルールブック）
- ファントムプラネット（追加データ、リプレイ）
- スペースフリート 地球帝国の興亡（追加データ、シナリオ）

また2013年には本作の世界を舞台にした銅大の小説『ポケット戦艦マイティローザ』（ISBN　9784863207790）がイカロス出版から発売されている。